# Ladbergener Städtebund
Der Ladbergener Städtebund war ein 1246 in Ladbergen geschlossenes Bündnis der Städte Münster, Osnabrück, Minden, Coesfeld und Herford.
Die Absetzung Kaiser Friedrichs II. (reg. 1212/1215–1250) durch Papst Innozenz IV. (reg. 1243–1254) auf dem ersten Konzil von Lyon (1245), das Überhandnehmen des Fehdewesens sowie konkret ein Bündnis der Bischöfe von Münster und Osnabrück (1245) bedrohten westfälische Handelsstädte, allen voran Münster und Osnabrück, in ihren Aktivitäten. So kam es am 22. Mai 1246 zum Abschluss des Ladbergener Städtebunds, der ein Schutzbündnis der Städte Münster und Osnabrück gegen deren Stadtherren darstellt, dem aber auch die Münster und Osnabrück „zugewandten“ Städte und Weichbilder Minden, Coesfeld und Herford angehörten. In den Statuten des Bundes bilden die Regelungen über die Sicherheit der Bürger bei Handel, Verkehr und Markt einen Schwerpunkt. Übergriffen des Adels sollen Sanktionen gegen die Täter folgen, Konflikte zwischen den Städten im Bund sollen durch Schiedskommissionen ausgeräumt werden.
Der Ladbergener Bund resultiert damit aus der gestiegenen Bedeutung der westfälischen Handelsstädte. Wenn auch über die Aktivitäten des Bundes nichts weiter bekannt ist, so steht er doch am Anfang einer Reihe von Zusammenschlüssen zwischen westfälischen Städten (1246–1338) wie z. B. dem „Werner Bund“, gegr. 1253, von gemischt-ständischen Landfriedensordnungen (1298–1392) und von Städtebündnissen innerhalb der Hanse (14./15. Jahrhundert).